# Claudia Steger (Volleyballspielerin)
Claudia Steger (* 10. März 1990 in Karl-Marx-Stadt) ist eine deutsche Volleyballspielerin.

## Karriere
Steger begann ihre Karriere beim Chemnitzer Polizeisportverein. Mit der Volleyball-Abteilung des Polizeisportvereins, welche unter dem Namen Fighting Kangaroos Chemnitz antrat, stieg sie im Jahr 2008 in die Bundesliga auf. Da der Verein die Liga nach einem Jahr wieder verlassen musste, wechselte die Außenangreiferin 2009 zum VfB 91 Suhl. Steger stand mit Suhl 2010, 2011 und 2014 im Finale des DVV-Pokals. Außerdem erreichte sie 2011 das Halbfinale der Bundesliga PlayOffs und 2012 das Halbfinale im europäischen Challenge Cup. 2021 beendete die langjährige Kapitänin des VfB Suhl nach zwölf Jahren und 298 absolvierten Pflichtspielen  (Vereinsrekord) ihre Volleyballkarriere.
An der Seite von Jana Hoffmann nahm Steger von 2013 bis 2017 auch regelmäßig an nationalen Beachvolleyballturnieren teil.